# Estação Quinta Normal
A Estação Quinta Normal é uma das estações do Metrô de Santiago, situada em Santiago, entre a Estação Gruta de Lourdes e a Estação Cumming. Faz parte da Linha 5.
Foi inaugurada em 31 de março de 2004. Localiza-se no cruzamento da Avenida Matucana com a Rua Catedral. Atende as comunas de Quinta Normal e Santiago.